# Руслай
Руслай или Русляй (в пер. с морд. «русская речка») — река в России, течёт по территории Никольского района Пензенской области. Правый приток Суры.
Начинается южнее села Гремячевка, около урочища Нижняя Порубь. Течёт преимущественно на север. Ниже посёлка Журавли принимает справа приток Перемол. Около устья пересекает село Ильмино. Устье реки находится в 502 км по правому берегу реки Сура. Длина реки составляет 17 км (по другим данным — 12 км). Площадь водосборного бассейна — 121 км².
Упоминается в 1719 году.

## Данные водного реестра
По данным государственного водного реестра России относится к Верхневолжскому бассейновому округу, водохозяйственный участок реки — Сура от Сурского гидроузла и до устья реки Алатырь, речной подбассейн реки — Сура. Речной бассейн реки — (Верхняя) Волга до Куйбышевского водохранилища (без бассейна Оки).
Код объекта в государственном водном реестре — 08010500312110000036432.